# 勞倫斯鎮區 (堪薩斯州奧斯伯恩縣)
勞倫斯鎮區（英語：Lawrence Township）為美國堪薩斯州奧斯伯恩縣轄下的鎮區。2010年美国人口普查中該鎮區人口有30人。

## 地理
勞倫斯鎮區涵蓋總面積為89.86平方（34.70平方英里），其中89.52平方（34.56平方英里）為陸地，0.34平方（0.13平方英里）或0.37%為水域。海拔高度510（1,670英尺）。

## 人口統計
根據2010年美國人口普查，勞倫斯鎮區人口有30人，住房21戶，人口密度為0.33人/每平方公里。此鎮區居民之種族中，白人有29人，非裔美國人有0人，美洲原住民有0人，亞裔美國人有0人，太平洋島裔美國人有0人，其他種族有0人，混血種族則有1人。此外此鎮區有0人為西班牙裔或拉丁裔美國人。